# الدوري القطري 1981–82
إحصائيات دوري نجوم قطر في موسم 1981-82.

## نظرة عامة
فاز الريان بالبطولة.